# 마그데부르크안할트 대관구
마그데부르크-안할트 대관구는 1933년부터 1945년까지 프로이센의 작센 주와 안할트 자유주에 있던 나치 독일의 대관구이다. 그 이전인 1927년부터 1933년까지는 나치당의 지역 조직 중 하나였다.

## 역사
원래 나치의 대관구(Gau) 조직은 1926년 5월 22일 나치당 회의에서 지역당 조직 구조 개선을 목적으로 창립한 구역이었다. 이후 1933년 나치가 독일의 권력을 장악하면서 독일의 주 단위 행정구역이 당의 대관구 행정구역으로 대체되었다.
각 대관구를 지휘하는 대관구지휘자는 점점 더 권력이 세지면서 제2차 세계 대전 이후에는 외부에서 거의 간섭을 받지 않았다. 지역 대관구지휘자는 정당 행정 뿐 아니라 정부 직책에도 관여하여 선전 감시 등 다양한 작전을 수행했으며, 1944년 9월 이후에는 국민돌격대 소집과 각 대관구 방어작전 역할도 맡았다.
마그데부르크-안할트 대관구의 대관구지휘자는 1927년부터 1935년까지 빌헬름 프리드리히 뢰퍼가 맡았으나, 그가 1935년 암으로 사망한 후 부지휘자였던 요아힘 알브레히트 에겔링이 권한대행 형태로 1935년부터 1937년까지 맡았다. 이후 1937년 루돌프 요르단이 정식으로 직위를 이어받아 1945년까지 대관구지휘자를 맡았다. 요르단은 전후 소련에게 체포되어 25년형을 선고받았으나 1955년 가석방되었고 1988년 사망하였다.